# Kokcidióza
Kokcidióza je obecné označení pro jakékoliv parazitární onemocnění způsobené prvoky ze skupiny kokcidií (Coccidia). Pro člověka není většina kokcidií nebezpečná, výjimku tvoří Toxoplasma gondii, která způsobuje toxoplasmózu. Některé kokcidiózy jsou závažnými chorobami domácích i divoce žijících zvířat. U zdravých dospělých zvířat může probíhat bezpříznakově, nebo se projevuje hubnutím a průjmem, někdy i krvavým. U mláďat a jedinců s oslabenou imunitou je její průběh vážnější a může vést až k úhynu. Kokcidióza může být vážným problémem také v chovu exotických ptáků.